# Kisulkw
Kisulkw (često angliciziran u Gisoolg; Kisúlkw, Kisu'lkw, Kisu'lk, Kisulk, Kesoolkw, Keswolk; Kjikinap, Kji-Kinap, Kji-Niskam, the Creator, the Great Spirit) veliki je bog kreator južnih plemena Wabanaki. Ime Kisúlkw doslovno znači "Stvoritelj". Ponekad se Gisoolg naziva i Kjikinap (ili Kji-Kinap), "Velika sila" ili Kji-Niskam ("Veliki djed" ili "Veliki gospodar".) U modernijim vremenima, engleska fraza Great Spirit (doslovno prijevod imena za boga Stvoritelja u susjednim plemenima Maliseet i Abenaki) također je postao popularniji.
Gisoolg je božanski duh bez ljudskog oblika ili atributa (uključujući spol) i nikada nije personificiran u tradicionalnom Micmac folkloru, iako u modernijim pričama Stvoritelj povremeno uzima ljudski oblik. Gisoolg je taj koji je stvorio svijet, iako su neki detalji stvaranja svijeta kakvog danas poznajemo delegirani bogu sunca Nakusetu ili kulturnom heroju Glooskapu. "Gisoolg" (ili jedna od njegovih brojnih varijanti načina pisanja) korišten je kao prijevod za "Bog" u ranim prijevodima Biblije na jezik Mi'kmaq, i doista većina ljudi Mi'kmaqa danas smatra Gisoolg i kršćanskog Boga za jedno te isto.